# Achaldaba
Achaldaba (gruz. ახალდაბა) – osiedle typu miejskiego w Gruzji, w regionie Samcche-Dżawachetia, w gminie Bordżomi. W 2014 roku liczyło 1586 mieszkańców.